# Alet-les-Bains
Alet-les-Bains è un comune francese di 443 abitanti situato nel dipartimento dell'Aude nella regione dell'Occitania.

## Società

### Evoluzione demografica
Abitanti censiti

## Edifici religiosi
Esistono ancora i resti dell'abbazia medievale di Notre-Dame.